# Idaho durant la guerre de Sécession
L’histoire de l’Idaho durant la guerre de Sécession est atypique.
Au début de la guerre de Sécession, l'actuel Idaho faisait partie du Territoire de Washington. Le 3 mars 1863, le Territoire de l'Idaho fut créé, et était alors constitué de l'actuel Idaho, du Montana, et de tout le sud-ouest du Wyoming. Bien que situé loin des zones de conflits, le territoire abritait des sympathisants confédérés dans sa partie est, dans l'actuel Montana. Par conséquent, en 1863 Sidney Edgerton partit pour discuter de la situation avec le président Abraham Lincoln ; ce fut l'une des raisons qui conduisit à la séparation du Territoire du Montana du Territoire de l'Idaho. La séparation conduisit aussi au rattachement d'une partie des terres du territoire de l'Idaho (qui correspondent à l'actuel Wyoming) au Territoire du Dakota.
Les soldats qui servaient en Idaho ne se sont pas battus contre la Confédération, mais surveillaient le trafic le long de la Piste de l'Oregon et protégeaient les voies de communication entre l'ouest et l'est des États-Unis. Fort Boise, sur le site de la future capitale de l'Idaho, fut construit durant cette période à cause d'attaques qui visaient les voyageurs sur la piste.
Le massacre de la Bear River eut lieu le 29 janvier 1863, au niveau de ce qui semble être la frontière entre le Territoire de Washington et le Territoire de l'Utah près de l'actuelle ville de Preston dans le Comté de Franklin (Idaho). À cette date, 300 soldats du 3e Régiment d'infanterie volontaire de Californie mené par le colonel Patrick Connor décimèrent un campement de 250 membres de la tribu Shoshone ; seulement vingt indiens survécurent. Ceci fut la réponse à plusieurs attaques contre les colons blancs l'année précédente dont la culpabilité était portée sur les Shoshones. L'incident ne parut que très peu sur les titres de presse de Californie et d'Utah, puisque la majorité des journaux couvraient les nouvelles du front. Le site du massacre de Bear River est aujourd'hui un National Historic Landmark,,.
Il y avait des pro-sudistes dans le territoire. La plupart étant originellement allés en Californie, mais qui sont ensuite venu en Idaho pour trouver de l'or.
Après la guerre, l'Idaho attira beaucoup de vétérans de l'Armée de l'Union, dont plusieurs gouverneurs. Le dernier vétéran de la guerre de Sécession à mourir en Idaho fut Israel Broadsword en 1952.

## Sources
- (en) Cet article est partiellement ou en totalité issu de l’article de Wikipédia en anglais intitulé « Idaho in the American Civil War » (voir la liste des auteurs).

## Compléments